# Debby Ryan
Debby Ryan  (sinh ngày 13 tháng 5 năm 1993) là một nữ diễn viên, ca sĩ người Mỹ. Debby Ryan được biết đến qua series The Suite Life on Deck - phần sau của The Suite Life of Zack & Cody.

## Tiểu sử
Cô tên thật là Deborah Ann Ryan, sinh ngày 13 tháng 5 năm 1993 tại Huntsville, Alabama, Mỹ. Debby theo đạo Cơ đốc. Bố của Debby từng làm trong quân đội nên cô thường phải chuyển đến sống nhiều nơi châu Âu. Debby bắt đầu biểu diễn chuyên nghiệp trong nhà hát vào năm 7 tuổi trong 1 cơ sở của Mỹ ở Đức, và chính lúc đó cô tìm thấy niềm đam mê nghệ thuật.
Cô trở về Mỹ vào năm 2003 khi đã 10 tuổi và sinh sống, trưởng thành tại Texas. Từ lúc ấy, Debby luôn ấp ủ giấc mơ nghệ thuật của mình.
Debby có 1 anh trai 18 tuổi tên Chris, là 1 tay ghi ta. Tháng 3 năm 2009, trong 1 cuộc phỏng vấn Debby đã nói anh trai là một trong những hình mẫu lý tưởng của cô.

## Sự nghiệp truyền hình
Debby xuất hiện vào năm 2007 với tư cách là nhân vật khách mời trong Barney: Let's go to the firehouse. Cô còn xuất hiện trong phim The Longshots (2008) trong vai Edith cùng với Ice Cube và Keke Palmer.
Năm 2008, cô đóng vai Bailey Pickett 1 vai chính trong series của Disney The Suite Life on Deck. Đây là phần tiếp theo series ăn khách The Suite Life of Zack and Cody. Series The Suite Life on Deck được chiếu vào ngày 26 tháng 9 năm 2008 ở Mỹ và đã thu hút được 5.7 triệu lượt xem. Suite life on deck là series đứng hạng nhất trong năm 2008, dành cho lứa tuổi từ 6 đến 11 tuổi và dành cho các lứa tuổi teen từ 9 đến 14, hơn nữa, series này đã hạ gục 2 đối thủ nặng ký là Hannah Montana và Wizards Of Waverly Place trên bảng xếp hạng ở Mỹ. Theo sau những thành công đó, cô xuất hiện trong chương trình đầu tiên của Studio DC: Almost Live, vào nửa giờ sau khi phát sóng show Debby đã cho thấy được tài năng của mình thông qua những nhân vật rối (The Muppets) như 1 ngôi sao thực thụ của Disney. Ngoài ra, Debby cũng xuất hiện vài giây trong show truyền hình thực tế của Jonas Brothers:Living the Dream. Hiện Debby đang tham gia lồng tiếng 1 bộ phim hoạt hình hợp tác cùng Disney Channel UK mang tên: My Mate Flynn
Năm 2009, Debby đã đảm nhận một vai chính trong bộ phim "What if..." cùng với Kevin Sorbo và Kristy Swanson. Bộ phim sẽ ra thẳng đĩa DVD vào dịp Vanlentine năm 2010.
Một bộ phim khác mà cô đã tham gia gần đây nhất là bộ phim Jessie, cô là nhân vật chính cũng có tên là Jessie.

## Sự nghiệp âm nhạc
Debby biết chơi khá nhiều nhạc cụ bao gồm guitar, piano và keyboard. Cô còn là 1 nhà soạn nhạc, và hiện tại đang cùng sáng tác với anh trai của mình. Debby còn dành nhiều sự quan tâm đến âm nhạc và dòng nhạc cô quan tâm thuộc thể jazz, country pop pha lẫn rock. Cô từng được mời tham dự concert "Terrific teen tour" cùng với Mitchel Musso, Jasmine Richards và Savannah Outen, dự kiến tour sẽ bắt đầu vào ngày 7/7 và kết thúc vào ngày 14/7 nhưng concert đã bị huỷ vì lịch diễn bị trùng.

## Những bộ phim đã tham gia
| phim       | phim                                   | phim              | phim                                                     |
| Năm        | Phim                                   | Vai diễn          | Chú thích                                                |
| ---------- | -------------------------------------- | ----------------- | -------------------------------------------------------- |
| 2007       | Barney: Let's Go to the Firehouse      | Thiếu niên        | Trực tiếp ra vi-đê-ô                                     |
| 2008       | The Longshots                          | Edith             | Phim bởi Metro–Goldwyn–Mayer                             |
| 2010       | "What If..."                           | Kimberly          | Vai chính                                                |
| Television |                                        |                   |                                                          |
| Năm        | Phim                                   | Vai diễn          | Chú thích                                                |
| 2008       | The Suite Life on Deck                 | Bailey Pickett    | Vai chính, Disney Channel 2008-2011                      |
| 2008       | Disney Channel's Totally New Year 2008 | Là chính mình     | Sự kiện Mừng năm mới trên Disney Channel                 |
| 2008       | Jonas Brothers: Living the Dream       | Là chính mình     | "Hello Hollywood" (Kỳ 1, tập 7)                          |
| 2009       | Hannah Montana                         | Bailey Pickett    | (Tập phim hòa trộn: Wizards on Deck with Hannah Montana) |
| 2009       | Wizards of Waverly Place               | Bailey Pickett    | (Tập phim hòa trộn: Wizards on Deck with Hannah Montana) |
| 2009       | My Mate Flynn                          | Tina (lồng tiếng) | Disney Channel UK                                        |
| 2011       | Jessie                                 | Jessie            | (Series Jessie, vai chính của Disney Channel (2011-)     |